# Угроза религиозных школ
Угроза религиозных школ (англ. Faith School Menace) — телевизионный документальный фильм, представленный Ричардом Докинзом, в котором исследуется влияние религиозных школ на их учащихся и общество в целом на примерах, в частности, религиозных школ Великобритании, с заявленной целью «исследовать баланс прав между правом родителей на воспитывать ребенка в соответствии с их собственной верой, а также права детей определять свои собственные убеждения и относиться к миру с искренней открытостью».
На момент трансляции около трети британских школ имели какую-либо религиозную принадлежность. Ричарду было отказано в посещении в рамках фильма в католические и иудейские школы. Мусульманская школа приняла Ричарда для проведения съемок, где детей учили тому, что такое теория эволюции, но что это неправда. 
Фильм впервые был показан на More4 18 августа 2010 года.